# روبرت الثاني كونت فلاندر

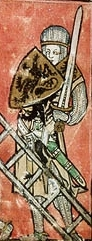
روبرت الثاني

روبرت الثاني (توفي 5 أكتوبر 1111م) هو كونت فلاندر منذ عام 1093 حتى وفاته عام 1111م عرف باسم روبرت الصليبي لمشاركة في الحملة الصليبية الأولى (1096-1099).

## النشأة
ولد روبرت في ستينيات القرن الحادي عشر الميلادي (1060-1069) وهو أكبر أولاد الكونت روبرت الأول كونت فلاندر، والدته هي الكونتيسة جيرترود ابنة بيرنارد الثاني دوق سكسونيا. في عام 1085 قرر والده السفر إلى القدس للحج ليصبح روبرت الثاني وصيا على الكونتية حتى عودة والده من الأراضي المقدسة عام 1091 وبعد وفاة والده عام 1093 أصبح روبرت الثاني كونتا على فلاندر.

## الحملة الصليبية الأولى
شارك روبرت في الحملة الصليبية الأولى التي انطلقت عام 1096 والتي دعى إليها البابا أوربانوس الثاني في مؤتمر كليرمونت عام 1095. سار روبرت مع جودفري دوق اللورين وترك زوجته وصية على الكونتية لحين عودته وصل إلى القسطنطينية عاصمة الإمبراطورية البيزنطية عام 1097 وأدى يمين الولاء إلى الإمبراطور. وبعد استيلاء الصليبيين على القدس عام 1099 عاد روبرت إلى فلاندر.

## العائلة
تزوج روبرت من الكونتيسة كليمنتيا ابنة الكونت وليام الأول كونت بورغندي وله منها 3 أولاد لكن أكبرهم فقط عاش لسن البلوغ وهو بالدوين والذي خلف والده ليصبح كونتا لفلاندر عام 1111م